# Jello Krahmer
Jello Krahmer (Stoccarda, 19 novembre 1995) è un lottatore tedesco, specializzato nella lotta greco-romana.

## Biografia
Ha vinto la medaglia di bronzo agli europei di Roma 2020 nel torneo dei 130 chilogrammi.

## Palmarès
- Europei

Roma 2020: bronzo nei 130 kg.